# Phyllotreta vilis
Phyllotreta vilis es una especie de insecto coleóptero de la familia Chrysomelidae. Fue descrita científicamente en 1888 por Weise.